# Тюфтей Олександра Генадіївна
Олександра Тюфтей(3 жовтня 1986, Твер, СРСР) — російська акторка театру та кіно.
Закінчила Театральний інститут імені Бориса Щукіна у 2008 році.

## Вибіркова фільмографія
- Щеня (2009)
- Зрада (2011)
- Шлях у порожнечу (2012)